# The Disposable Heroes of Hiphoprisy
The Disposable Heroes of Hiphoprisy war eine US-amerikanische Hip-Hop-Band aus San Francisco, die zwischen 1990 und 1993 aktiv war. Charakteristisch für sie waren politische und sozialkritische Songtexte.

## Bandgeschichte
Gegründet 1990 in San Francisco von den ehemaligen Beatnigs-Mitgliedern Michael Franti und Rono Tse, benannten sie sich in leicht abgeänderter Form nach einem Aufsatz von Jim Wolfrey mit dem Titel The Disposable Heroes of Hypocrisy. Die Band hatte sozialkritische Texte mit Themen wie zum Beispiel die alltägliche Dominanz des Fernsehens, Rassismus oder Homophobie. Musikalisch erinnerte sie an Bands wie House of Pain oder Pop Will Eat Itself und verwendete Rock-, Industrial- und Jazz-Elemente. So war etwa an den Aufnahmen zu Hypocrisy Is the Greatest Luxury der Jazzgitarrist Charlie Hunter beteiligt. Auch arbeitete die Band mit Jack Dangers, William S. Burroughs und Mark Pistel von Consolidated zusammen. Bald nach der Veröffentlichung von Spare Ass Annie and Other Tales trennten sich Franti und Tse.

## Diskografie
Studioalben
- 1992: Hypocrisy Is the Greatest Luxury
- 1993: Spare Ass Annie and Other Tales (zusammen mit William S. Burroughs)

Extended Plays
- 1992: Live Television

Singles
- 1990: Famous and Dandy Like Amos ’n’ Andy
- 1991: Television, the Drug of the Nation
- 1992: Language of Violence